# Astracantha lateritians
Astracantha lateritians là một loài thực vật có hoa trong họ Đậu. Loài này được (Freyn & Bornm.) Podlech miêu tả khoa học đầu tiên.